# Rejiche
Rejiche (arabe : رجيش) est une ville du Sahel tunisien située à quelques kilomètres au sud de Mahdia.
Rattachée au gouvernorat de Mahdia, elle constitue une municipalité comptant 10 806 habitants en 2014.
Située sur le littoral, la ville est une station balnéaire réputée mais elle attire paradoxalement des activités telle qu'une station d'épuration, une zone industrielle, des quartiers d'habitat populaire mais aussi un campus universitaire.
Elle est séparée de Mahdia par la sebkha Ben Ghayadha.